# Королевские драгоценности (фильм)
«Королевские драгоценности» (швед. Kronjuvelerna) — шведский драматический фильм 2011 года режиссера Эллы Лемхаген по рассказу Карины Даль. В главных ролях Алисия Викандер и Билл Скарсгард.

## Сюжет
Фрагансия арестована за попытку убийства Ричарда Перссона, сына влиятельного владельца фабрики. История проходит через множество перипетий, прежде чем будет окончательно установлена невиновность Фрагансии.

## В ролях
- Алисия Викандер — Фрагансия Фернандес
- Билл Скарсгард — Ричард Перссон
- Лоа Фалькман — владелец фабрики Перссон
- Михалис Куцогианнакис — Фернандес Фернандес
- Джеспер Линдбергер — Хесус Фернандес
- Александра Рапапорт — Марианны Фернандес
- Натали Минневик — Белинда
- Бьорн Густафссон — Петтерссон-Йонссон
- Майкл Сегерстрём — отец Ялмар
- Timbuktu — Ремми
- Нур Эль-Рефаи — акушерка